# Accident d'un Antonov An-26 de l'armée de l'air syrienne
Le 18 janvier 2015, un Antonov An-26 appartenant à l'armée de l'air syrienne s'écrase dans le nord-ouest de la Syrie près de l'aéroport militaire d'Abou Douhour avec à son bord 24 passagers, principalement des militaires et six membres d'équipage. Il n'y a aucun survivant.

## Déroulement des faits
L'avion a percuté des lignes à haute tension à cause d'un épais brouillard près de l'aéroport militaire d'Abou Douhour, dans la province d'Idleb. À son bord, se trouvaient des militaires ainsi que du matériel militaire et des munitions. 5 experts militaires iraniens et 13 officiers syriens se trouvaient à bord selon l'OSDH. L'aéroport d'Abou Douhour est l'une des dernières positions du régime dans la province d'Idleb, conquise en grande majorité par le Front Al-Nosra.
La branche syrienne d'Al-Qaïda, le Front al-Nosra, a en revanche affirmé sur Twitter avoir abattu l'avion, et le groupe mis en ligne des photos de l'appareil détruit et de personnes tuées dans le crash.